# Marianne Sula
Marianne Sula  (* 1. Juni 1954 in Wien) ist eine österreichische Schriftstellerin.

## Leben
Marianne Sula studierte Theaterwissenschaft, Germanistik und Philosophie an der Universität Wien. 1972/73 erfolgten erste Lyrikveröffentlichungen in der Monatszeitschrift für Literatur Die Pestsäule (Hrsg. Reinhard Federmann).  Sula war in den 1980er/90er Jahren freie Journalistin und ist seit 1981 Mitglied der Grazer Autorenversammlung.
1993 erschien der Roman Orangen und Chorgitter im Otto-Müller-Verlag Salzburg.
Im gleichen Jahr erhielt die Autorin den Salzburger Dramenwerkstattpreis für ihr Theaterstück Golem Ein Winterstück.  1995 erhielt sie den erstmals vergebenen Lise-Meitner-Literaturpreis der TU-Wien für ihr Essay La machine.
Seit 2002 widmet sich die Autorin neben Veröffentlichungen zur zeitgenössischen Kunstbetrachtung vor allem dem Hörspiel und dem Theater. 2004/2005 übernahm sie das Lektorat an der Universität für Angewandte Kunst in Wien, Vorlesungen zu Gender studies. Sie ist in dritter Ehe verheiratet und lebt in Wien.

## Einzelne Werke
- Das Grün, Madame  thematisiert eine  zeitlose Junggesellensituation in drei Stationen: die Gärten, die Träume, die Reisen. Tristram, der Gärtner & Hyazinth der Färber und Tänzer, beschwören gemeinsam das ihnen fehlende Weibliche:  Blancheflor wird zur imaginierten Frau, die verschwindet, wenn die Imagination der Männer sie nicht  (mehr) hervorruft. Aber Hyazinth zerbricht an Tristrams herrischem Narzissmus & Blancheflor ist ihrer Instrumentalisierung überdrüssig & entschwindet aus der männlichen Traumwelt. (Hörspiel NDR / DLR Berlin 1998, Realisation: Ulrike Brinkmann, Komposition: Peter Michael Hamel)
- Stunde in Venedig/Nachmittag hat die Ehe zwischen dem berühmten englischen Kunstkritiker, Privatgelehrten & Förderer der Präraffaeliten John Ruskin (1819–1900) und seiner Frau Effie zum Thema. Das Hörspiel ist ein fiktiver Dialog der blutjungen Effie Ruskin im Jahre 1851 mit dem schwerkranken, vom Tode gezeichneten österreichischen Offizier Paulizza in Venedig, welcher 1848 die von den Österreichern belagerte Serenissima bombardieren ließ. (Hörspiel, NDR/ORF 2005, Regie: Renate Pittroff)
- Bildnis einer Infantin Aus dem Schatten der Alhambren, der verschwiegenen Patios, umgeben von ihren Kammerfrauen, ihren Zwergen und Hunden, gefangen im Eisenkorsett höfischen Lebens und religiöser Orthodoxie, tritt uns die blutjungen Infantin Margarita Teresa auf dem berühmten Gemälde Las Meninas („Die Hoffräulein“) des Hofmalers Diego Velázquez entgegen.  Und es stellt sich die Frage: was hat sich seither verändert im Spiel der Geschlechter? Was ist sich gleich geblieben?  (Hörspiel, ORF 2007, Regie: Renate Pittroff)
- La machine La machine ist ein Poetik-Essay über den Eros der Maschinenwelt/der Frau und ihr Verschwinden (Essay, ausgezeichnet mit dem Lise-Meitner Preis der TU Wien 1995, in: Female Science Faction, Promedia-Verlag 2001).
- Orangen und Chorgitter Thema ist eine Erinnerungsreise in die Kindheit der 50er – 70er Jahre, eine Schifffahrt auf der Donau. Die Einsamkeit der Kindheit kommt ebenso zur Sprache wie die Versponnenheit in die Liebe.

### Werke (Auswahl)
- Metternich oder die Verführung der Macht – Teil 1: Tage des Triumphs Hörspiel (ORF 2014)
- Metternich oder die Verführung der Macht – Teil 2: Tage des Zorns Hörspiel (ORF 2014)
- Sade oder der Glanz des Verbrechens Hörspiel (ORF 2012)
- Lord Byron oder die metaphysische Unmöglichkeit des Glücks Hörspiel (ORF 2008)
- Bildnis einer Infantin Hörspiel (ORF 2007)
- Stunde in Venedig / Nachmittag Hörspiel (NDR/ORF 2005)
- Das Grün, Madame Hörspiel (NDR / DLR Berlin 1998)
- La machine Essay. In: Female Science Faction, Wien, Promedia-Verlag 2001, ISBN 3-85371-173-1
- Traumgrenzgänger In: Schriftstellerinnen sehen ihr Land. Wiener Frauenverlag, Wien 1995, ISBN 3-85286-015-6
- Wir Marienkinder In: Die bessere Hälfte, Otto-Müller Verlag, Salzburg 1995, ISBN 3-7013-0906-X
- Orangen und Chorgitter Roman. Otto-Müller Verlag, Salzburg 1993, ISBN 3-7013-0850-0
- Wintermeridian Gedichte und Erzählungen. Alekto-Verlag, Klagenfurt 1988, ISBN 3-900743-40-1

### Auszeichnungen und Stipendien
- 2014 Jubiläumsfondsstipendium Literar-Mechana
- 2007 Dramatikerstipendium Bundesministerium für Unterricht, Kunst und Kultur
- 1999 Dramatikerstipendium Bundeskanzleramt
- 1995 Lise-Meitner-Preis der TU Wien
- 1994 Dramatikerstipendium Bundeskanzleramt
- 1993 Salzburger Dramenwerkstattpreis
- 1993/94 Österreichisches Staatsstipendium für Literatur
- 1987/88 Österreichisches Staatsstipendium für Literatur